# ʻOkina
ʻOkina (hawaiiska. Även tonganska: fakauʻa, tahitiska: ʻeta eller rarotongesiska: ʻamata), ʻ, är ett konsonanttecken som används i flera polynesiska språk för att markera glottal klusil. Tecknet påminner om en apostrof. Beroende på vilka typsnitt som finns installerade kan inte alla datorer visa tecknet, eller så har många datorer inte tecknet på tangentbordet och det kan anses jobbigt att ta fram det, och ofta används därför apostroftecken (') som ersättning.
Flera språk har glottala klusiler, men få skriver ut dem med särskilda tecken. Förutom de polynesiska språken förekommer det bland annat i arabiska och hebreiska (ء respektive א), och i maltesiska (għ) och võru (Q).
Den amerikanska delstaten Hawaii heter på hawaiiska Hawaiʻi, med ett ʻokina-tecken mellan de båda i:na. ʻOkina kodas i datorer med unicodenummer U+02BB.